# Municipio 8 di Milano
Il municipio 8 (Porta Volta, Fiera, Gallaratese, Quarto Oggiaro) è una delle nove circoscrizioni comunali di Milano.
La sede del Consiglio si trova in via Quarenghi, 21.
Il municipio 8 si estende dal centro cittadino verso nord-ovest.

## Consiglio
È composto da 41 Consiglieri, compreso il Presidente.
La maggioranza, dal 31 maggio 2011, è di centrosinistra. Il partito più rappresentato è il Partito Democratico, con 14 seggi.

## Suddivisioni
Il municipio 8 comprende i seguenti quartieri: Tre Torri, Trenno, Gallaratese-San Leonardo-Lampugnano, QT8, Lotto-Fiera, Portello, Pagano, Sarpi, Ghisolfa, Villapizzone-Cagnola-Boldinasco, Maggiore-Musocco-Certosa, Cascina Merlata-MIND (MIND-Cascina Triulza), Roserio, Stephenson, Quarto Oggiaro-Vialba-Musocco e Parco Bosco in città.

## Etnie e minoranze straniere
Secondo il Comune di Milano, gli immigrati residenti nel municipio 8 sono 43.389, il 22,07% del totale.

## Parchi
- Parco Monte Stella
- Parco Pallavicino
- Parco ex Campo dei Fiori
- Parco di Villa Scheibler
- Parco del Portello
- Parco di Cascina Merlata

• Parco Pertini
• Bosco in città

## Stazioni
Stazioni della metropolitana di Milano:
- Amendola, Bonola, Buonarroti, Lampugnano, Lotto, Molino Dorino, Pagano, QT8, San Leonardo e Uruguay.
- Cenisio, Domodossola FN, Gerusalemme, Lotto, Monumentale, Portello e Tre Torri.

Stazioni ferroviarie:
- Ferrovie Nord Milano: Milano Domodossola, Milano Bovisa Politecnico Milano Quarto Oggiaro.
- Rete Ferroviaria Italiana: Milano Certosa, Milano Villapizzone.